# 張煥 (嘉靖進士)
張煥（1528年—1588年），字懋文，號懷洲，山東青州府益都縣人，軍匠籍，明朝政治人物。

## 生平
嘉靖三十七年（1558年）戊午科山東鄉試第一名。嘉靖四十四年（1565年）中式乙丑科進士。户部观政，本年八月授山西长治知县，隆庆三年（1569年）九月选授南京户科给事中。五年，给事中李贵和请开胶莱河，漕运總督王宗沐認為“其功难成，不足济运”，建议利用海运。隆庆六年（1572年）三月，运米十二万石自淮入海，五月抵天津。南京户科给事中张焕上疏弹劾王宗沐渎职瞒报：“比闻人言啧啧，咸谓海运八舟，米三千二百石，忽遭风漂没，渺无影响。宗沐盖预计有此，令人赉银三万两籴补。”此事查无证据，最後不了了之。
万历三年（1575年）四月升南京尚宝司卿，六年正月升南鸿胪寺卿，九年四月升右佥都御史、巡抚南赣，十年二月丁忧，十六年卒。十七年十月賜祭葬。

## 家族
曾祖張鷥；祖父張玘；父張良臣，累封南鴻臚卿；母高氏，累封恭人。兄张炜、弟张燦、张煇，俱庠生。